# Unjeong (métro de Séoul)
Unjeong   (hangeul : 운정 ; hanja : 雲井) est une station de passage de la ligne Gyeongui-Jungang du métro de Séoul. Elle est située, au 368, Unjeongyeok-gil, sur le territoire de la ville de Paju, au nord de Séoul dans la province Gyeonggi-do, en Corée du Sud. 
Gare ouverte en 1956, devient une station de métro en 2009. La station est desservie par les circulations des rames omnibus et express qui circulent sur la ligne Gyeongui-Jungang.

## Situation sur le réseau

Plan du réseau du métro de Séoul (2023)

Établie en aérien, Unjeong, est une station de passage de la ligne Gyeongui-Jungang du métro de Séoul : elle est située entre la station Geumneung, en direction du terminus ouest Munsan, et la station Yadang, en direction des terminus est Jipyeong ou Gare de Séoul.

## Histoire

### Gare ferroviaire (1956-2009)
Elle est mise en service, en tant que halte sans personnel, le 11 mai 1956.

### Station de métro (depuis 2009)
Elle devient une station de métro le 1er juillet 2009 lors de l'intégration de l'ensemble de la ligne Gyeongui dans le réseau du métro de Séoul. Le nouveau bâtiment est ouvert le 8 septembre 2011.
Unjeong devient une station de la ligne Gyeongui-Jungang, du réseau du métro de Séoul, lors de la création de cette ligne, le 27 décembre 2014, par la création de la section, entre Gongdeok et Yongsan, qui permet la fusion entre les anciennes lignes Gyeongui et Jungang.

## Services aux voyageurs

### Accès et accueil
Située au 368, Unjeongyeok-gil, elle dispose de deux accès. Elle est équipée d'automates pour les titres de transport et de quatre voies desservant deux quais central.

### Desserte
Unjeong est desservie par les rames omnibus qui circulent sur l'ensemble de la ligne principale et par les rames express : Gyeongui Express (Séoul), Gyeongui Express (Yongsan) et Jungang Express.

Installations
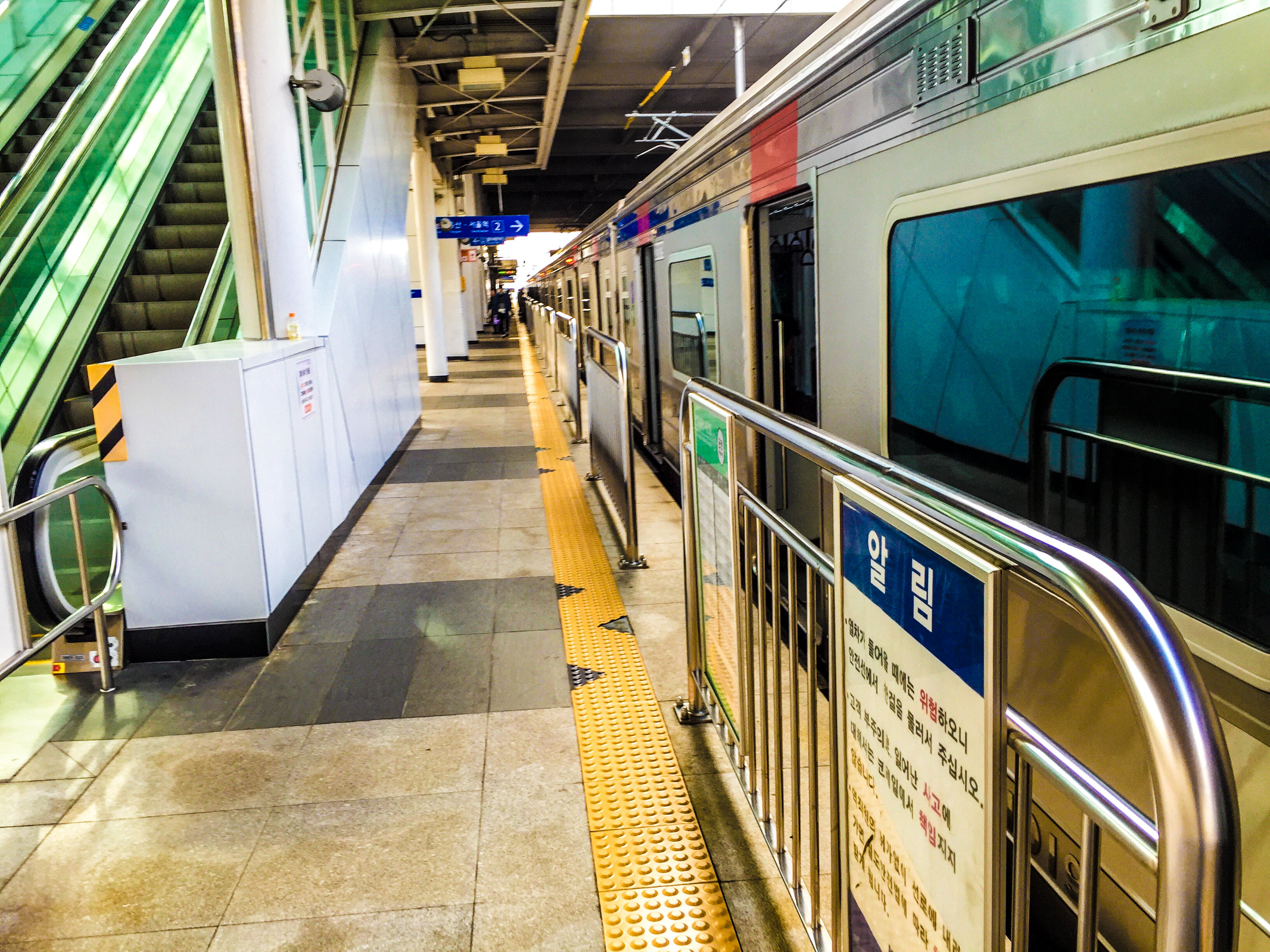
En 2015.
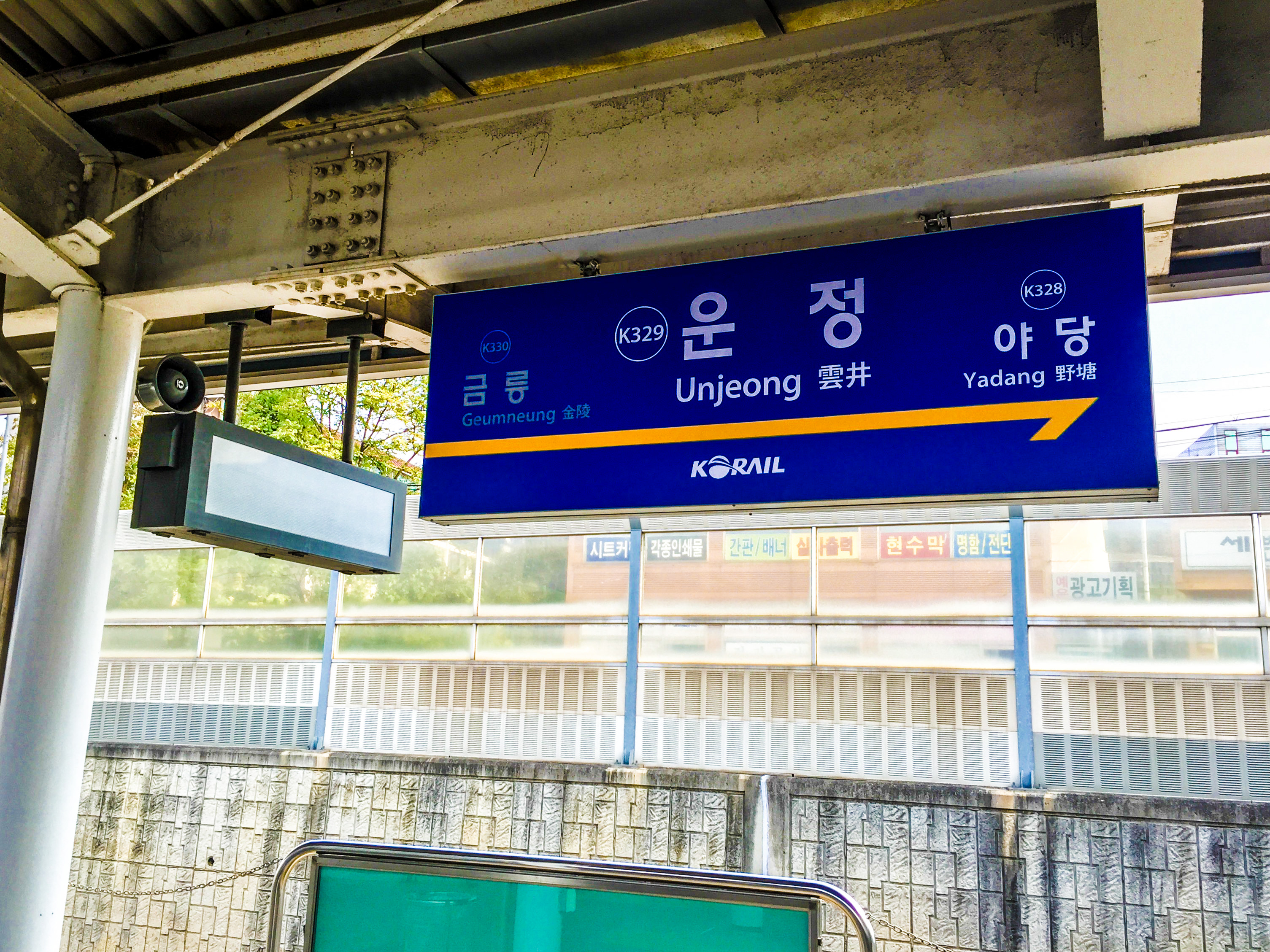
En 2015.
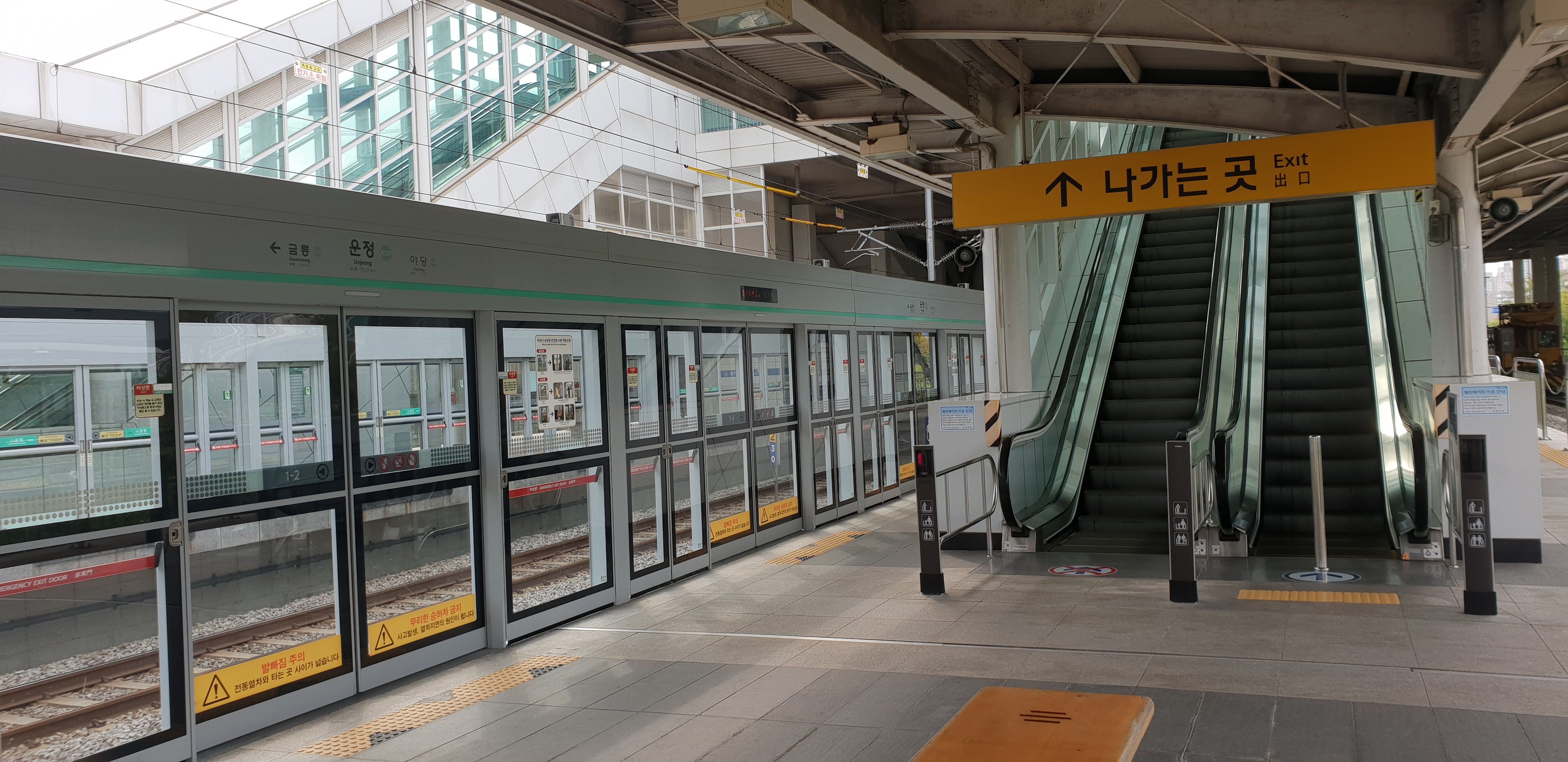
En 2018.

### Intermodalité
Des arrêts de bus sont situés à proximité.

## À proximité
Un passage, créé en 2011 au centre de la gare, facilite l'utilisation du parc écologique du lac Unjeong.